# 太田哲則
太田 哲則（おおた てつのり、1945年 - ）は、元宝塚歌劇団所属の演出家。兵庫県西宮市出身。

## 略歴
1968年、関西学院大学社会学部を卒業し、宝塚歌劇団に就職する。元月組トップの榛名由梨は小学校の同級生。
1979年、宝塚大劇場「カリブの太陽」で演出家デビューする。海外留学を経て、その後歌劇団で海外の文芸作品や都会風のコメディを手がける。
1986年より宝塚音楽学校の演劇講師を務め、大阪音楽大学、大阪芸術大学でも講師を務め指導に当たっている。
2005年、12月宝塚歌劇団を退職した。

## 宝塚歌劇団での作品

### 大劇場公演
- ミュージカル・プレイ『カリブの太陽』（1979年 月組 主演：榛名由梨）＊演出家デビュー作、大劇場デビュー作
- ミュージカル・プレイ『パリ変奏曲』（1982年 - 1983年 雪組 主演：麻実れい）
- ミュージカル・プレイ『二都物語』（1985年 月組 主演：大地真央）
- ミュージカル・コメディ『華麗なるファンタジア』（1986年 星組 主演：峰さを理）[3]
- ミュージカル・プレイ『遙かなる旅路の果てに』（1987年 花組 主演：高汐巴）
- ミュージカル・プレイ『ムッシュ・ド・巴里』（1989年 雪組 主演：杜けあき）
- ミュージカル・プレイ『大いなる遺産』（1990年 月組 主演：剣幸）
- ミュージカル・プレイ『恋人たちの肖像』（1991年 星組 主演：日向薫）
- ミュージカル『ブルボンの封印』（1993年 - 1994年 雪組 主演：一路真輝）
- ミュージカル・ファンタジー『冬の嵐、ペテルブルグに死す』（1994年 花組 主演：安寿ミラ）
- ミュージカル・ロマンス『剣と恋と虹と』（1995年 - 1996年 星組 主演：麻路さき）[4]

### その他の公演
- バウ・ミュージカル・プレイ『虹の橋』（1980年 星組 宝塚バウホール 主演：大浦みずき）
- バウ・ミュージカル『ボン・ボヤージュ！』（1982年 花組 宝塚バウホール 主演：高汐巴）
- バウ・ミュージカル『恋のトリコロール』（1983年 雪組 宝塚バウホール 主演：杜けあき）
- バウ・ミュージカル・プレイ『ロジャースビル物語』（1984年 花組 宝塚バウホール 主演：翼悠貴、幸和希）
- バウ・ミュージカル・コメディ『不思議なカーニバル』（1986年・1988年 花組 宝塚バウホール、日本青年館 主演：瀬川佳英、幸和希）
- バウ・ファンタジー『グリーン・スリーブス』（1987年 星組 宝塚バウホール 主演：麻路さき）
- バウ・ミュージカル『レッドヘッド』（1988年 雪組 宝塚バウホール・青山劇場 主演：杜けあき）
- バウ・ミュージカル『シチリアの風』（1989年・1990年 星組 宝塚バウホール・簡易保険ホール 主演：日向薫）
- バウ・ミュージカル『ボンジュール・シャックスパー！』（1992年 月組 宝塚バウホール 主演：汐風幸）
- バウ・ミュージカル・ファンタジー『ハロー、ジョージ!』（1992年・1993年 星組 宝塚バウホール・日本青年館 主演：麻路さき）
- バウ・ミュージカル・コメディ『マンハッタン物語』（1993年 月組 宝塚バウホール・日本青年館、愛知厚生年金会館 主演：久世星佳）
- バウ・ミュージカル・ファンタジー『アロー！アロー！キャメロット』（1994年 花組 宝塚バウホール 主演：海峡ひろき）
- バウ・ミュージカル・コメディ『アリスの招待状－チェシャ猫ホテルへようこそ－』（1996年 雪組 宝塚バウホール 主演：高嶺ふぶき）
- バウ・ミュージカル『嵐が丘』（1997年 雪組 宝塚バウホール / 1998年 宙組 日本青年館、愛知厚生年金会館 主演：和央ようか）
- バウ・ミュージカル・ロマン『Elegy 哀歌』（1997年 星組 宝塚バウホール、日本青年館 主演：稔幸）
- バウ・ワークショップ『THE FICTION』（1998年 雪組 宝塚バウホール 主演：轟悠）
- バウ・ワークショップ『The Wonder Three』（1999年 雪組 宝塚バウホール 主演：安蘭けい、成瀬こうき、朝海ひかる）
- 『プロヴァンスの碧い空』（1999年・2001年 月組 シアタードラマシティ・ル テアトル銀座 主演：紫吹淳）
- バウ・ミュージカル・コメディ『トム・ジョーンズの華麗なる冒険』（2000年 花組 宝塚バウホール、日本青年館 主演：匠ひびき）
- バウ・ミュージカル・コメディ『フィガロ！』（2001年 宙組 宝塚バウホール、日本青年館 主演：水夏希）
- バウ・ミュージカル・コメディ『ホップ スコッチ－Hopscotch 石けり－』（2002年 雪組 宝塚バウホール、日本青年館 主演：立樹遥、壮一帆、音月桂）
- バウ・ミュージカル『二都物語』（2003年 花組 宝塚バウホール、日本青年館 主演：瀬奈じゅん）
- バウ・ミュージカル『送られなかった手紙』（2004年 雪組 宝塚バウホール、日本青年館 主演：壮一帆）
- バウ・ミュージカル『それでも船は行く』（2005年 星組 宝塚バウホール 主演：涼紫央・柚希礼音）
- バウ・ミュージカル『不滅の恋人たちへ』（2006年 宙組 宝塚バウホール 主演：大和悠河）

### イベントの構成・演出
- 『アデュー・東京宝塚劇場 －宝塚 我が心のふるさと－』（1997年 東京宝塚劇場）＊共同演出